# Dickibach
Der Dickibach ist ein 2,1 Kilometer langer rechter Zufluss des Hüenerbachs im Schweizer Kanton Zürich. Der Bach entwässert einen Abschnitt der Region Kempttal im Zürcher Oberland und durchfliesst dabei das Tätschtobel.
Vom Bundesamt für Umwelt wird der Dickibach als Steiles, kleines Fliessgewässer des kollinen, karbonatischen Mittellands typisiert.

## Geographie

### Verlauf
Der Dickibach entspringt am Galgenweg auf 639 m ü. M. knapp innerhalb des Wäldchens Galgen, das hier an die landwirtschaftlich genutzte Widenriet angrenzt. Die Quelle liegt wenig südlich und unterhalb des Weilers First (683 m ü. M.) sowie wenig nordwestlich von Agasul (598 m ü. M.).
Der Bach unterquert direkt den Galgenweg und verläuft nur wenig vertieft den leichten Hang hinunter. Dabei fliesst er nach Südsüdwest durch den südlichen Teil des Galgens, ehe er auf die Wolfacherstrasse trifft, die hier den Waldrand markiert. Er wird eingedolt und nach Südosten geleitet, wobei er den östlichen Teil des Feldes Wolfacher unterquert. Kurz darauf nimmt er den ebenfalls eingedolten Geissacherbach von links auf. Ab hier wird er kurz nach Südsüdwest, dann nach Südosten unter der Flur Chüenzler hindurch geleitet. Dabei entwässert er einen Teil des Wolfachers durch eine Sickerleitung sowie einen kleinen Abschnitt der Flur Chüenzler. Es folgt der Eichhalderweg, bevor er auf 601 m ü. M. in einem Feld auf der westlichen Seite der kleinen Erhebung Burgbüel (612 m ü. M.) erstmals wieder an die Oberfläche tritt. 

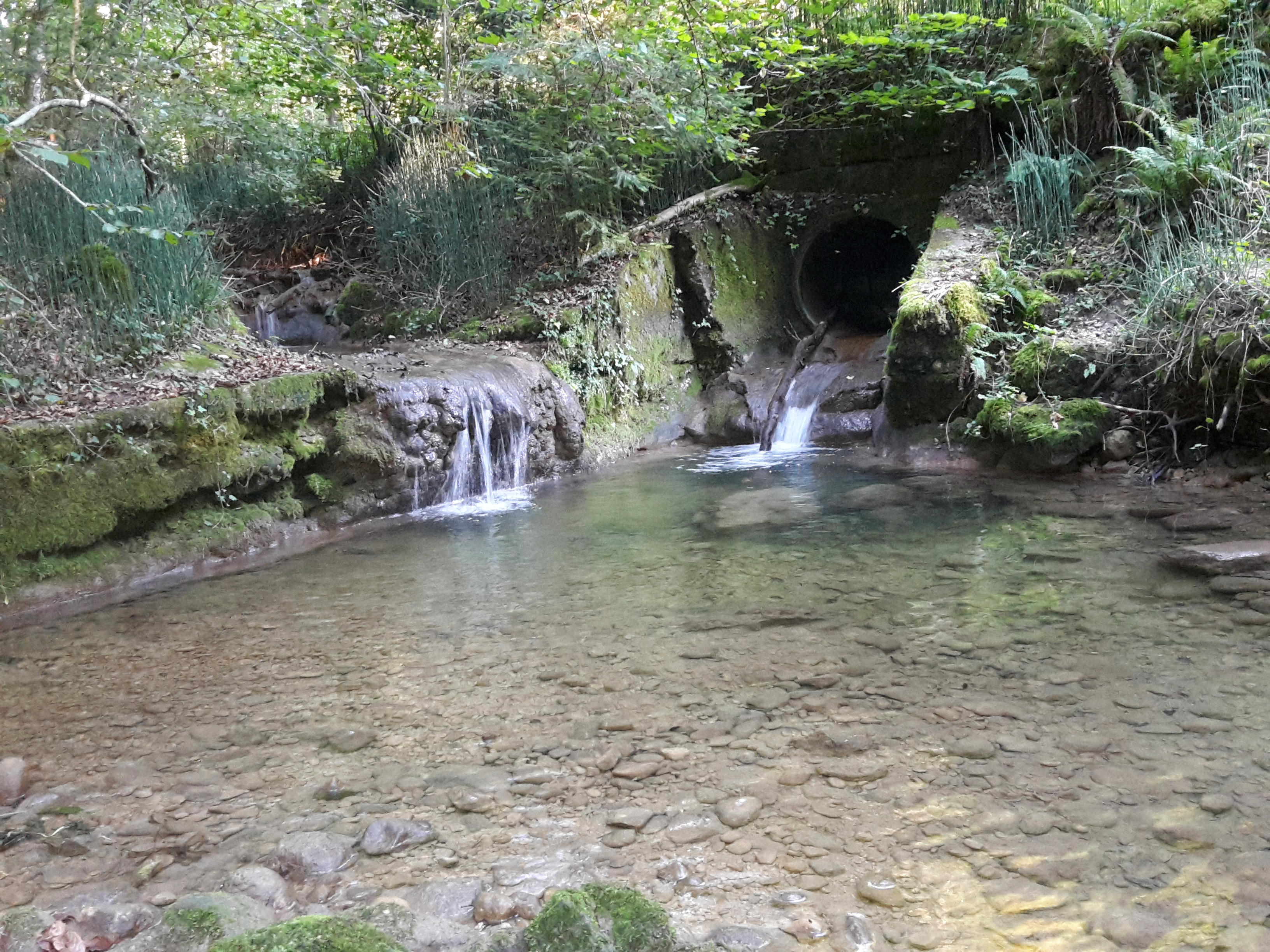
Einmündung des Dikibachs (links) in den Hüenerbach im Giessentobel

Der Dickibach fliesst nun wieder nach Südsüdosten und folgt dabei mit wenig Abstand dem rechtsufrig gelegenen Waldstück Oberholz, das hinter einem Weg am rechten Ufer beginnt. Dabei durchfliesst er die Flur Gilzen, in der er um das Jahr 2017 wieder vollständig freigelegt wurde. Einzig der landwirtschaftlich genutzte Burgbüelweg wird in einem Rohr unterquert. Nach Unterquerung der Luckhauserstrasse bei der Einmündung des Oberholzwegs und Tobelacherwegs folgt er letztgenanntem Weg. Diesem folgt der Bach an der westlichen Grenze der Flur Tobelacher für rund 105 Meter nach Südosten, ehe er erneut eingedolt und nach Südwesten geleitet wird. Dabei unterquert er zugleich den Tobelacherweg sowie anschliessend die Flur Talmatt, wobei er von links eine kurze Drainageleitung aufnimmt. Nach Unterquerung des Talmattwegs erreicht er nahe dem Hof Schömlet das Waldgebiet Lättenholz, wo die Eindolung endet. Hier mündet zugleich von links ein rund 30 Meter langer, namenloser Zufluss in den Dickibach, der durch eine Sickerleitung ein kleines Gebiet im südlichsten Abschnitt der Talmatt entwässert.
Der Bach fliesst nach Südwesten, wobei er einen kleinen Bogen nach Südosten vollzieht. Es folgt die Einmündung des Talmattbächlis von rechts sowie die Unterquerung des Lättenholzwegs. Direkt anschliessend bildet er ein kleines Tobel, in dem er sich in die Obere Süsswassermolasse eingegraben hat. Diesem folgt linksufrig der Weidweg und rechtsufrig der Dickibachweg bis etwas unterhalb der Unterquerung des Weges Heizibüel durch den Dickibach. Er wendet sich kurz nach Südwesten und dann nach Südsüdwesten, wobei gleich darauf der rund 40 Meter lange Seewadelgraben von rechts einmündet, der von einer längeren Sickerleitung aus dem Gebiet Lätten gespeist wird. Gleichzeitig passiert er rechtsufrig in etwa 70 Meter Distanz das Gebiet Im Tätsch mit ehemaligem Steinbruch. Nach weiteren 60 Meter folgt ein rund 5 Meter hoher Wasserfall, wobei er ins Tätschtobel stürzt. Dieser ist durch den als Wanderweg ausgebauten Tobelweg erschlossen, der dem Bachlauf ab hier folgt. 
Er durchquert das Tobel und erreicht nach rund 250 Meter den Ausgang des Giessentobels, wo er zugleich den Tobelweg bei der Kreuzung mit dem Tätschtobelweg unterquert. Der Dickibach fliesst nun die letzten 50 Meter vornehmlich nach Südwesten, wobei er auf den Hüenerbachweg trifft, welchem der Bach noch kurz folgt. Schliesslich mündet der Dickibach auf 519 m ü. M. am Nordhang des Schüsselbergs (bis 578 m ü. M.) von rechts und Osten in den Unterlauf des aus dem Giessentobel kommenden Hüenerbachs.

### Einzugsgebiet
Das 0,77 Quadratkilometer grosse Einzugsgebiet erstreckt sich vollständig über die Gemeinde Illnau-Effretikon. Es setzt sich aus 54,3 % landwirtschaftlicher Fläche, 39,4 % bestockter Fläche sowie 6,3 % Siedlungsfläche zusammen. Der höchste Punkt liegt auf 680 m ü. M. beim Hof Tätscherain im Weiler First, die durchschnittliche Höhe beträgt 601 m ü. M. Der Dickibach durchfliesst ab dem Lättenholz bis zu seiner Mündung das im Geologisch-geomorphologischen Inventar des Kantons Zürich eingetragene Objekt Giessentobel.
Im Westen grenzt das Einzugsgebiet des Chrattenbachs und Eichbachs an, die in die Kempt mündet, und im Norden das des Brandrütibachs, einem Zufluss der Töss.

### Zuflüsse
Die direkten und indirekten Zuflüsse bachabwärts
- Geissacherbach (links), 0,16 km
- Talmattbächli (rechts), 0,17 km
- Seewadelgraben (links), 0,04 km

## Geschichte
Die Flur Widenriet (Weidenriet) war bis gegen Ende des Zweiten Weltkrieges noch ein Riedgebiet. Seit der Gesamtmelioration Wildberg wird das Gebiet durch eine unterirdische Entwässerungsleitung, die oberhalb des Widenrietwegs beginnt und an der Quelle des Dickibachs eingeleitet wird, entwässert.

## Flora
Am Oberlauf im Wäldchen Galgen fliesst der Bach durch Waldmeister-Buchenwald mit Wald-Ziest und im Lättenholz säumt Ahorn-Eschenwald mit Bingelkraut sowie Waldmeister-Buchenwald mit Lungenkraut das Bachufer. Das Tätschtobel hingegen ist mit Seggen-Bacheschenwald mit Riesen-Schachtelhalm sowie typischem Lungenkraut-Buchenwald bewachsen. An der Mündung des Baches im Giessentobel wächst ebenfalls Ahorn-Eschenwald mit Bingelkraut. Die an den Dickibach angrenzenden Wälder sind allesamt in Privatbesitz und liegen im Forstkreis Winterthur und Umgebung. Laut dem Waldentwicklungsplan des Kantons Zürich aus dem Jahre 2010 ist der grösste Teil davon zur Holzproduktion vorgesehen.
Ein entlang des Dickibachs häufig vorkommender Neophyt ist die Kanadische Goldrute. Weitere sind das Drüsige Springkraut sowie der Riesen-Bärenklau.

## Bilder

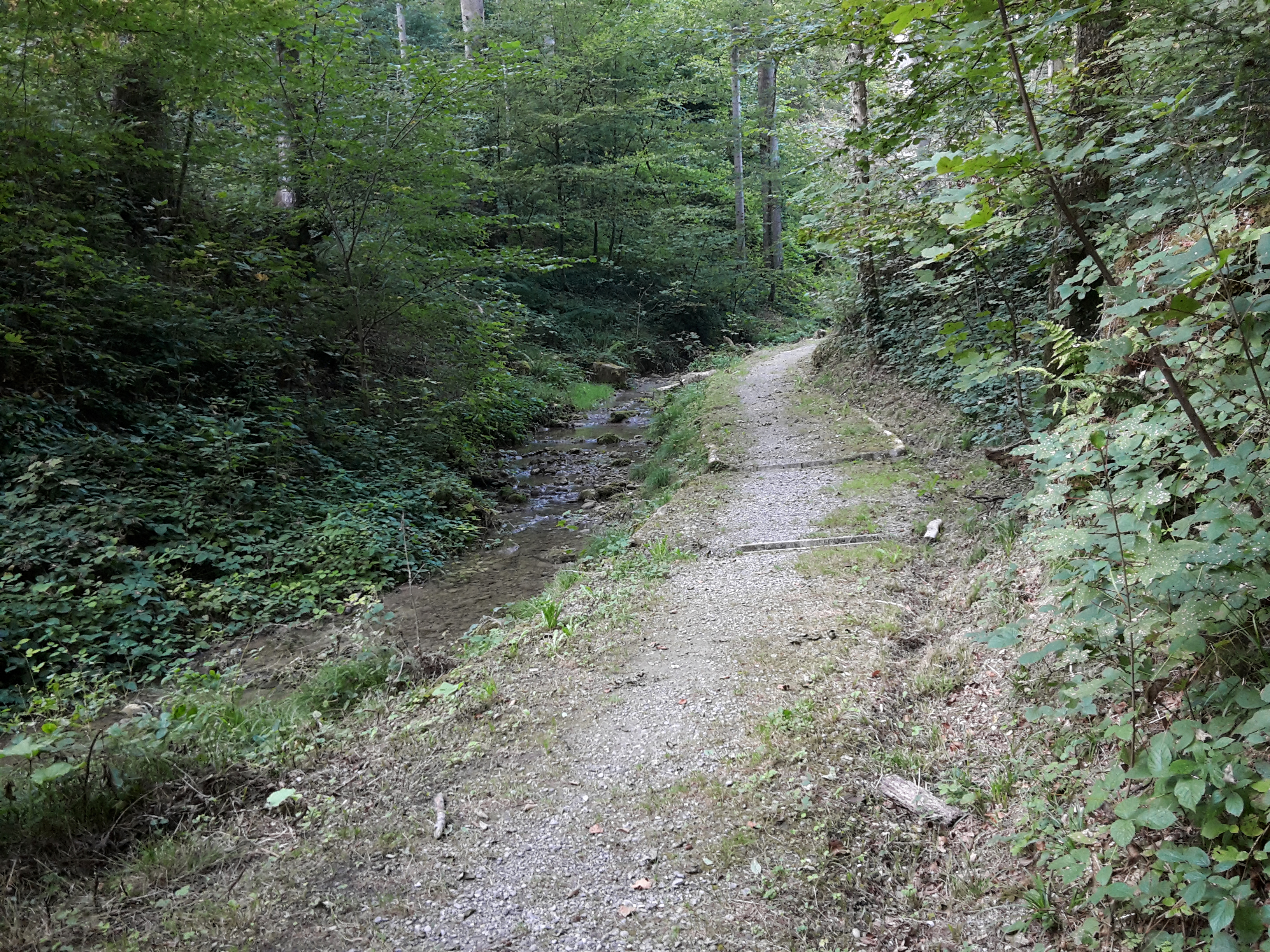
Dickibach im Tätschtobel
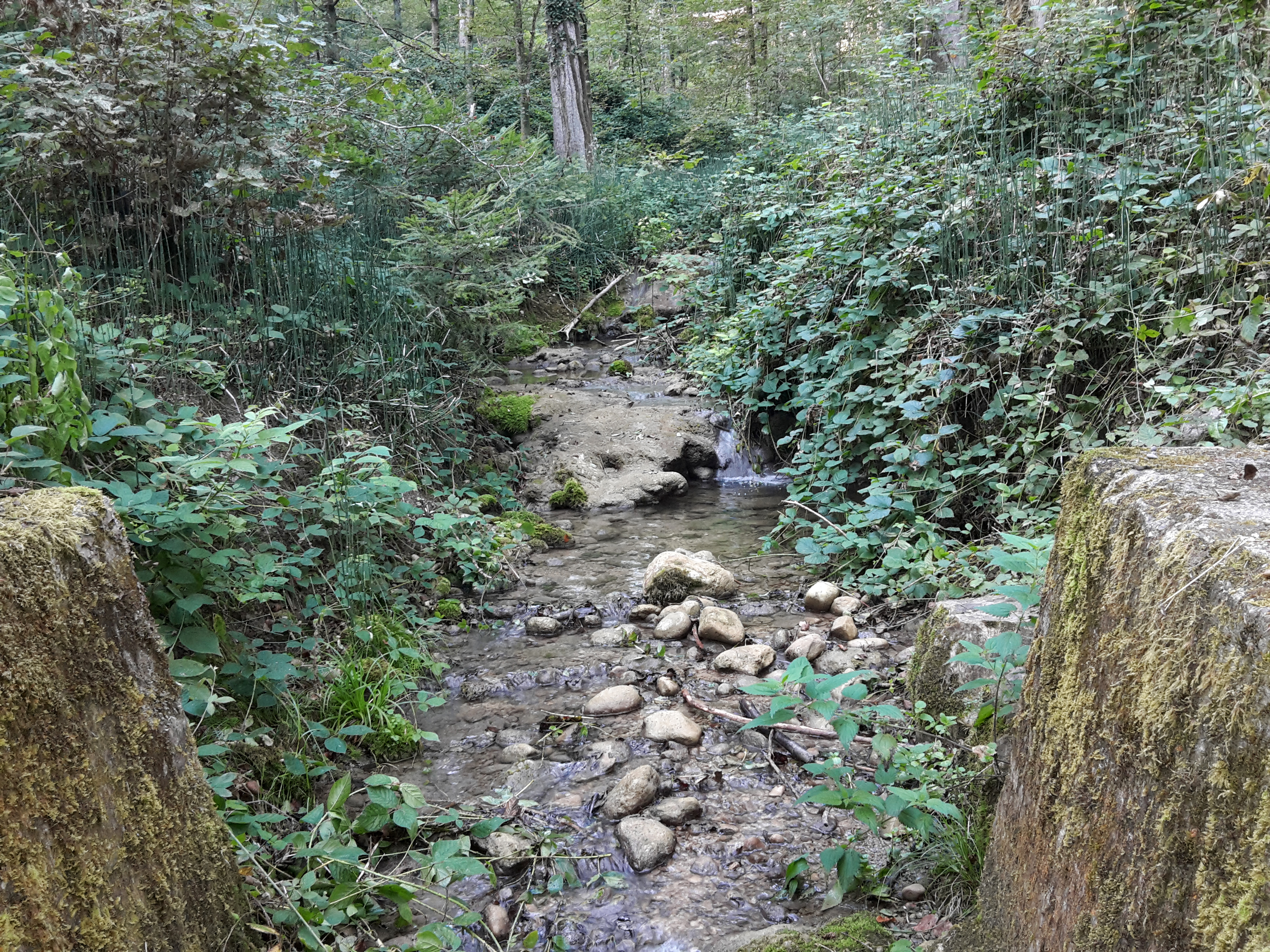
Dickibach am Anfang des Giessentobels
- Wasserfall im Tätschtobel